# Джордин Вібер
Джордин Вібер  (англ. Jordyn Wieber, 12 липня 1995) — американська гімнастка, олімпійська чемпіонка.

## Виступи на Олімпіадах
| Олімпіада   | Дисципліна        | Місце    |
| ----------- | ----------------- | -------- |
| Лондон 2012 | абсолютний залік  | 4 r1/2   |
| Лондон 2012 | командний залік   | 1        |
| Лондон 2012 | вільні врави      | 7        |
| Лондон 2012 | різновисокі бруси | 12 r1/2  |
| Лондон 2012 | колода            | 12T r1/2 |